# انگس ایمری
انگِس ویلیام جیک ایمری (انگلیسی: Angus William Jake Imrie؛ زادهٔ ۲ اوت ۱۹۹۴) بازیگر اهل بریتانیا است که به خاطر نقش جاش آرچر در مجموعه درام رادیویی آرچرز در رادیو بی‌بی‌سی ۴ شناخته می‌شود. در سال ۲۰۱۴ او جایزه بازیگر آینده‌دار را از آژانس اسپات‌لایت در جشنواره درام ملی دانشجویی از ساندی تایمز برنده شد. او پسر بازیگران سلیا ایمری و بنجامین ویترو است و اولین بار در پنج سالگی در فیلم درام استیشن جیم از بی‌بی‌سی وارد دنیای بازیگری شد. او در فیلم‌هایی همچون اِما، بازگشت به اوت‌بک و میکی ۱۷ ایفای نقش کرده است.